# Deutsche Nordische Skimeisterschaften 1949
Die Deutschen Nordischen Skimeisterschaften 1949 fanden vom 11. bis zum 13. Februar in Isny im Allgäu statt. Es waren die ersten Meisterschaften nach dem Zweiten Weltkrieg. Während die Nordischen Kombinierer von der kleinen Dinkelacker-Schanze an der Felderhalde sprangen, gingen die Spezialspringer von der etwas größeren Iberg-Schanze in Maierhöfen an den Start. Den „Goldenen Ski“ des deutschen Skiverbandes gewann Günther Meergans. Der Bayerische Skiverband vereinte alle Titelträger in seinen Reihen.

## Skilanglauf

### 18km
| Platz | Name             | Verein            | Zeit (h) |
| ----- | ---------------- | ----------------- | -------- |
| 01    | Toni Rupp        | SC Sonthofen      | 1:18:21  |
| 02    | Günther Meergans | 1860 München      | 1:18:56  |
| 03    | Juku Pent (*)    | SC Sonthofen      | 1:20:31  |
| 04    | Michel Anderl    | SC Bad Tölz       | 1:21:00  |
| 05    | Karl Vogel       | WSV Reit im Winkl | 1:22:19  |

Datum: Freitag, 11. Februar 1949

(*) In den Quellen wird auch von Josef bzw. Johann Pent gesprochen. Wahrscheinlich handelt es sich aber um den Esten Juku.

Die Langlaufstrecke hatte ihren Start auf 720 Metern Höhe. Ihr Kulminationspunkt an der Schweineburg lag 837 Meter hoch.

### Verbandsstaffel
| Platz | Namen                                                           | Verband         | Zeit (h) |
| ----- | --------------------------------------------------------------- | --------------- | -------- |
| 01    | Georg Schlechter Hermann Lochbiehler Günther Meergans Toni Rupp | BSV I (Bayern)  | 2:46:22  |
| 02    | Juku Pent Hans Speicher Michel Anderl Karl Vogel                | BSV II (Bayern) | 2:49:48  |
| 03    | Albert Hitz Gottlob Diemand Robert Grieshaber Oskar Burgbacher  | Südbaden I      | 2:52:12  |

Datum: Sonntag, 13. Februar 1949

Es nahmen 20 Teams am Staffelwettbewerb teil.

Weitere Platzierungen:

4. Südwürttemberg I

5. Bayern III

6. Bayern IV

7. Harz II

8. Bayern V

9. Westfalen

10. Bayern VI

## Nordische Kombination
| Platz | Name             | Ort              | Gesamtpunkte |
| ----- | ---------------- | ---------------- | ------------ |
| 01    | Günther Meergans | 1860 München     | 447,5        |
| 02    | Erich Windisch   | SC Partenkirchen | 426,8        |
| 03    | Reinhold Karg    | SK Nesselwang    | 420,4        |
| 04    | Peter Wieder     | Rosenheim        | 408,4        |
| 05    | Heinz Hauser     | SK Altenau       | 407,7        |

Datum: Samstag, 12. Februar 1949

Die Kombination wurde lediglich von rund 5.000 Zuschauern begleitet, da zwei Sonderzüge versehentlich fehlgeleitet wurden. Der 33-jährige Günther Meergans gewann den ersten Titel in der Nordischen Kombination in der Nachkriegszeit.

## Skispringen
| Platz | Name            | Verein        | Weite 1 | Weite 2 | Punkte |
| ----- | --------------- | ------------- | ------- | ------- | ------ |
| 01    | Toni Brutscher  | SC Oberstdorf | 79,0 m  | 83,0 m  | 218,0  |
| 02    | Julius Gestaldo | SC Ruhpolding | 77,0 m  | 83,0 m  | 215,5  |
| 03    | Rudi Gering     | 1860 München  | 76,0 m  | 83,0 m  | 215,5  |
| 04    | Heini Klopfer   | SC Oberstdorf | 76,0 m  | 80,0 m  | 213,0  |
| 05    | Emil Sattler    | SC Traunstein | 77,0 m  | 81,0 m  | 210,0  |

Datum: Sonntag, 13. Februar 1949

Den Abschluss der Meisterschaften bildete der Kampf um den deutschen Meistertitel, der Angaben der Passauer Neuen Presse zufolge von rund 40.000 Zuschauern verfolgt wurde. Als neuer deutscher Meister ging überraschend Toni Brutscher hervor, der 78 und 83 Meter weit sprang. Den zweiten Platz sicherte sich überraschend Julius Gestaldo aus Ruhpolding, der Ex-Weltrekordler Rudi Gering wurde Dritter. Die weitesten Sprünge zeigte Sepp Weiler (85 und 87 Meter), der jedoch beide Male stürzte und somit weit abgeschlagen im Mittelfeld landete.

## Zeitungsartikel
- Toni Rupp deutscher Meister im Langlauf, In: Südkurier, Ausgabe Nr. 18 vom 12. Februar 1949, Seite 4.  Abrufbar unter: digital.blb-karlsruhe.de.
- Die deutschen Skimeisterschaften in Isny. In: Mittelbayerische Zeitung, Ausgabe Nr. 18 vom Dienstag, dem 15. Februar 1949.
- Deutsche Meisterschaften in Isny. In: Passauer Neue Presse, Ausgabe Nr. 18 vom Dienstag, dem 15. Februar 1949.
- Meergans gewinnt zum dritten Male die „Nordische“, In: Südkurier, Ausgabe Nr. 19 vom 15. Februar 1949, Seite 3.  Abrufbar unter: digital.blb-karlsruhe.de.
- Günther Meergsans Skikönig 1949, In: Das Volk, Ausgabe Nr. 19 vom 15. Februar 1949, Seite 3.  Abrufbar unter: digital.blb-karlsruhe.de.
- Kurze Sport-Notizen. In: Neue Zürcher Nachrichten, Nr. 41, Seite 7 vom Freitag, dem 18. Februar 1949. Abrufbar unter e-newspaperarchives.ch.